# Medalha de Mérito Cultural
A Medalha de Mérito Cultural é uma condecoração portuguesa do tipo civil criada em 1984, com objetivo de distinguir pessoas singulares ou coletivas, nacionais ou estrangeiras, pela sua dedicação ao longo do tempo a atividades de ação ou divulgação cultural. Concedido pelo Governo de Portugal, prestado em homenagem através do Ministério da Cultura mediante proposta de concessão de qualquer entidade pública ou privada.